# Емилија Фокс
Емилија Роуз Елизабет Фокс (енгл. Emilia Rose Elizabeth Fox) је енглеска глумица, рођена 31. јула 1974. године, у Лондону.

## Филмографија
| Улоге Емилије Фокс |                      |               |                 |          |
| Година             | Српски назив         | Изворни назив | Улога           | Напомена |
| 1995.              | Гордост и предрасуда |               | Џорџијана Дарси | серија   |
| 2002.              | Парови               |               | Вилма Летингс   | серија   |
| 2002.              | Пијаниста            |               | Дорота          |          |
| 2003.              | Хенри VIII           |               | Џејн Симор      | серија   |
| 2009-2011          | Мерлин               |               | Моргауз         | серија   |